# Gérard Fussman
Gérard Fussman, né le 17 mai 1940 à Lens et mort à Strasbourg le  14 mai 2022, est un historien français. Il a enseigné le sanskrit et a été titulaire, de 1984 à 2011, d'une chaire d'« Histoire du monde indien » au Collège de France.

## Biographie
De 1958 à 1962, Gérard Fussman est élève à l'École normale supérieure et obtient son agrégation de lettres classiques.
Archéologue-adjoint auprès de la Délégation archéologique française en Afghanistan de 1962 à 1965, il effectue ensuite deux années de service national à Phnom Penh, au Cambodge, en tant que professeur de français dans un lycée, parallèlement chargé de cours de sanskrit à l'université.
De retour en France en 1967, il occupe pendant un an le poste de professeur de lettres classiques au lycée de Brochon, en Côte-d'Or. Puis il est nommé attaché de recherches au Centre national de la recherche scientifique (CNRS), fonction qu'il remplit de 1968 à 1972.
En 1972, Gérard Fussman obtient son doctorat d'état ès lettres. Il présente sa thèse à l'université de la Sorbonne-nouvelle (Paris III) et la soutient sur épreuves le 12 juin 1972.
De 1972 à 1984, il enseigne le sanskrit à l'université de Strasbourg, tout d'abord comme maître de conférences (de 1972 à 1974), puis professeur sans chaire (de 1974 à 1979) et enfin titulaire de la chaire de sanskrit (jusqu'en 1984). Parallèlement, il est, de 1972 à 1984, directeur de l'Institut d'Études Sud-Asiatiques de l'université des sciences humaines de Strasbourg.
De 1984 à 2011, il occupe la chaire d'« Histoire du monde indien » du Collège de France.
Membre de nombreuses institutions, il est depuis 2007 président de la Société européenne pour l'étude des civilisations de l'Himalaya et de l’Asie centrale.

## Publications
Les titres sans nom d'auteur sont de G. Fussman seul.
On trouvera sur le site du Collège de France une bibliographie de 32 pages (qui ne comprend cependant pas toutes les publications).

### Ouvrages
- Raoul Curiel et Gérard Fussman, Le Trésor monétaire de Qunduz, t. XX, Klincksieck, coll. « Mémoires de la Délégation Archéologique Française en Afghanistan », 1965, 96 p.
- Atlas linguistique des parlers dardes et kafirs : Thèse, vol. 1 : cartes /  vol. 2 : commentaires, Paris, École française d'Extrême-Orient, coll. « Monographies / PEFEO » (no 86), 1972, XIX - 445 p.
- Gérard Fussman et Marc Le Berre, Monuments bouddhiques de la région de Caboul : Le monastère de Gul Dara, t. XXII, Paris, De Boccard, coll. « Mémoires de la Délégation Archéologique Française en Afghanistan », 1976, 246 p. (ISBN 2-252-01420-2)
- Daniel Schlumberger, Marc Le Berre et Gérard Fussman, Surkh Kotal en Bactriane : 1. Les Temples. Architecture, sculpture, inscriptions, t. deux tomes en un vol., Paris, de Boccard, coll. « Mémoires de la Délégation Archéologique Française en Afghanistan », 1983, Vol. 1 : VIII-160 p. / Vol. II : VIII p.-72-LXI p. de planches
- Gérard Fussman et Olivier Guillaume, Surkh Kotal en Bactriane : 2. Les monnaies, les petits objets, Paris, de Boccard, coll. « Mémoires de la Délégation Archéologique Française en Afghanistan », 1983, 150 p., 8, X p. de planches
- (de) Gérard Fussman et Ditte König, Die Felsbildstation Shatial, vol. 2, Mainz, Verlag Philipp von Zabern, coll. « Materialien zur Archäologie der Nordgebiete Pakistans », 1997, XV - 412 p., 81 fig. + 136 pls (ISBN 978-3-805-32027-6)
- Gérard Fussman, Denis Matringe, Éric Ollivier et Françoise Pirot, Naissance et déclin d’une qasba : Chanderi du Xe au XVIIIe siècle (3 vol. : 1. [sans titre particulier] - 2. Bibliographie, résumés et index - 3. Album de planches.), Paris, Publications de l’Institut de Civilisation Indienne du Collège de France (no 68, 1), 2003, 115 (vol. 1) (ISBN 2-868-03681-3)
- (fr + en) Gérard Fussman, Nicholas Sims-Williams (contribution) et Éric Ollivier (collaboration), Monuments bouddhiques de Termez/ Termez Buddhist monuments : Catalogue des inscriptions sur poteries, vol. 1 et 2, Paris : Collège de France, de Boccard, 2011, 280 p. (ISBN 978-2-86803-079-5)
- Gérard Fussman, Jean Kellens, Henri-Paul Francfort et Xavier Tremblay, Āryas, aryens et Iraniens en Asie Centrale, vol. fasc. 72, Paris, Institut de Civilisation Indienne, coll. « Publications de l'Institut de Civilisation Indienne » (no 8), 2005, 346 p. (ISBN 978-2-868-03072-6)
- Gérard Fussman, Éric Ollivier et Baba Murad, Monuments bouddhiques de la région de Caboul/ Kabul Buddhist Monuments, vol. I, II, Paris, Institut de Civilisation Indienne, coll. « Publications de l'Institut de civilisation indienne » (no 76,1 / 76,2), 2008, 373 p. (vol I + II) (ISBN 2-868-03076-9)

### Articles et chapitres d'ouvrage
- « Notes sur la topographie de l'ancienne Kandahar », Arts Asiatiques, vol. 13,‎ 1966, p. 33-57 (lire en ligne)
- « Documents épigraphiques kouchans », Bulletin de l'École française d'Extrême-Orient, vol. 61,‎ 1974, p. 1-76 (planches I-XXXIII) (lire en ligne)
- « Ruines de la vallée de Wardak », Arts Asiatiques, vol. 30,‎ 1974, p. 65-130 (lire en ligne)
- « Le renouveau iranien dans l'empire kouchan », dans J. Dehayes (dir.), Le plateau iranien et l'Asie Centrale des origines à la conquête islamique. Leurs relations à la lumière des documents archéologiques (Actes de colloque / 22-24 mars 1976), Paris, Ed. du CNRS, coll. « Colloques internationaux du CNRS » (no 567), 1977, p. 313-322
- « Nouvelles inscriptions saka: ère d'Eucratide, ère d'Azès, ère Vikrama, ère de Kaniska I + II », Bulletin de l'Ecole française d'Extrême-Orient, vol. 67, no 1,‎ 1980, p. 1-58 (lire en ligne)
- « Nouvelles inscriptions saka: ère d'Eucratide, ère d'Azès, ère Vikrama, ère de Kaniska III + IV », Bulletin de l'Ecole française d'Extrême-Orient, vol. 74,‎ 1985, p. 35-42; 47-52 (lire en ligne)
- « Documents épigraphiques kouchans I », Bulletin de l'Ecole française d'Extrême-Orient, vol. 61,‎ 1974, p. 1-76 (lire en ligne)
- « Chronique des études kouchanes (1975-1977) », Journal asiatique, vol. 275, nos 3-4,‎ 1978, p. 419-436
- « Documents épigraphiques kouchans II », Bulletin de l'Ecole française d'Extrême-Orient, vol. 67,‎ 1980, p. 45-58 (lire en ligne)
- « Documents épigraphiques kouchans III : L'inscription kharosthï de Senavarma, roi d'Odi. Une nouvelle lecture », Bulletin de l'Ecole française d'Extrême-Orient, vol. 71,‎ 1982, p. 1-46 (lire en ligne)
- « Documents épigraphiques kouchans (IV). Ajitasena, père de Senavarma », Bulletin de l'Ecole française d'Extrême-Orient, vol. 75,‎ 1986, p. 1-14 (lire en ligne)
- « Une étape décisive dans l'étude des monnaies kouchanes », Revue Numismatique, vI, vol. 28,‎ 1986, p. 145-173 (lire en ligne)
- « Pouvoir central et régions dans l'Inde ancienne. Le problème de l'empire maurya », Annales, vol. 37, no 4,‎ 1982, p. 621-647 (lire en ligne)
- « Une étape décisive dans l'étude des monnaies kouchanes », Revue Numismatique, vI, vol. 28,‎ 1986, p. 145-173 (lire en ligne)
- (en) « Numismatic and Epigraphic Evidence for the Chronology of Early Gandharan Art », dans Marianne Yaldiz & Wibke Lobo (Eds.), Investigating Indian Art : Proceedings of a Symposium on the Development of Early Buddhist and Hindu Iconography Held at the Museum of Indian Art Berlin in May 1986, Berlin, Museum für Indische Kunst, coll. « Veröffentlichungen des Museums für Indische Kunst » (no 8), 1987, 384 p. (ISBN 3-886-09215-1), p. 67-88
- « Gāndhārī écrite, gāndhārī parlée », dans Colette Caillat (Éd.), Dialectes dans les littératures indo-aryennes, Paris, Publications de l'Institut de Civilisation Indienne, 1989, fasc. 55, p. 433-501
- « Les inscriptions kharoṣṭhī de la Plaine de Chilas », dans Karl Jettmar (Ed.), Antiquities of Northern Pakistan, Reports and Studies I : I. Rock Inscriptions in the Indus Valley, Mainz, Heidelberger Akademie der Wissenschaften, 1989, p. 1-39, Photos 1-43
- « Chilas, Hatun et les bronzes bouddhiques du Cachemire », dans Gérard Fussman (éd.), Karl Jettmar (éd.), Ditte König (collaboration) et Martin Bemann (collaboration), Antiquities of Northern Pakistan, Reports and Studies, vol. II, Mainz, Vlg Philipp von Zabern, 1993, XVIII-163 p. (ISBN 3-805-31516-3), p. 1-60
- « L'Indo-grec Ménandre ou Paul Demiéville revisité », Journal asiatique, vol. 281, no 1,‎ 1993, p. 61-138
- « Chilas, Hatun et les bronzes bouddhiques du Cachemire », dans Gérard Fussman (éd.), Karl Jettmar (éd.), Ditte König (collaboration) et Martin Bemmann (collaboration), Antiquities of Northern Pakistan, Reports and Studies, vol. 2, Mainz, Vlg Philipp von Zabern, coll. « Heidelberger Akademie der Wissenschaften, Forschungsstelle "Felsbilder und Inschriften am Karakorum Highway" », 1993, XVIII-163 p. (ISBN 3-805-31516-3), p. 1-60
- « Une peinture sur pierre: le triptyque au stūpa de Shatial », dans Gérard Fussman (éd.), Karl Jettmar (éd.), Ditte König (collaboration), Antiquities of Northern Pakistan, Reports and Studies, vol. 3, Mainz, Vlg Philipp von Zabern, coll. « Heidelberger Akademie der Wissenschaften, Forschungsstelle "Felsbilder und Inschriften am Karakorum Highway" », 1994, XVIII-215 p. (ISBN 3-8053-1658-5), p. 1-55
- « Chilas-Thalpan et l'art du Tibet », dans Gérard Fussman (éd.), Karl Jettmar (éd.), Ditte König (collaboration), Antiquities of Northern Pakistan, Reports and Studies, vol. 3, Mainz, Vlg Philipp von Zabern, coll. « Heidelberger Akademie der Wissenschaften, Forschungsstelle "Felsbilder und Inschriften am Karakorum Highway" », 1994, XVIII-215 p. (ISBN 3-8053-1658-5), p. 57-72
- « Upâya-kauúalya. L’implantation du bouddhisme au Gandhâra », dans Fumimasa FUKUI et Gérard Fussman, Bouddhisme et cultures locales. Quelques cas de réciproques adaptations. Actes du colloque franco-japonais de septembre 1991, Paris, EFEO, coll. « Études thématiques » (no 2), 1994, 306 p. (ISBN 978-2-855-39601-9), p. 17-51
- « L’inscription de Rabatak et l’origine de l’ère śaka », Journal Asiatique, vol. 286, no 2,‎ 1998, p. 571-651 (résumé)
- « La place des Sukhavati-vyuha dans le bouddhisme indien », Journal Asiatique, vol. 287, no 2,‎ 1999, p. 523-586
- Pierre Leriche, Chakir Pidaev, Mathilde Gelin et Kazim Abdoulaev (Eds.), La Bactriane au carrefour des routes et des civilisations de l'Asie centrale : Termez et les villes de Bactriane-Tokharestan (Actes du colloque de Termez 1997), Paris, Maisonneuve Larose - IFÉAC, 2002 (ISBN 978-2-706-81568-3)G. Fussman, « L'inscription de Rabatak. La Bactriane et les Kouchans ». Contribution reprise dans  Journal Asiatique, 286-2, (1998), sous le titre « L’inscription de Rabatak et l’origine de l’Ère Śaka » (V. ci-dessus)
- « Entre fantasmes, science et politique : l’entrée des Aryas en Inde », Annales, vol. 58, no 4,‎ 2003, p. 781-813 (lire en ligne)